# Alexei Nikolajewitsch Kudaschow
Alexei Nikolajewitsch Kudaschow (russisch Алексей Николаевич Кудашов; * 21. Juli 1971 in Elektrostal, Russische SFSR) ist ein ehemaliger russischer Eishockeyspieler und heutiger -trainer, der im Laufe seiner Karriere zwei russische Meistertitel mit dem HK Dynamo Moskau respektive OHK Dynamo erreichte. Seit April 2021 ist er Cheftrainer beim HK Dynamo Moskau.

## Karriere

### Als Spieler
Alexei Kudaschow begann seine Karriere als Eishockeyspieler bei Kristall Elektrostal, für die er von 1986 bis 1989 in der Wysschaja Liga, der höchsten sowjetischen Spielklasse, aktiv war. Anschließend wechselte er für fünf Jahre zu Krylja Sowetow Moskau. In dieser Zeit wurde er im NHL Entry Draft 1991 in der fünften Runde als insgesamt 102. Spieler von den Toronto Maple Leafs ausgewählt, für die er in der Saison 1993/94 sein Debüt in der National Hockey League gab. Nachdem der Russe in den folgenden beiden Spielzeiten ausschließlich in der American Hockey League für die St. John’s Maple Leafs und die Carolina Monarchs auf dem Eis stand, kehrte er nach Europa zurück, wo er bis 1997 für die Düsseldorfer EG in der Deutschen Eishockey Liga spielte.
Nach je einem Jahr beim TPS Turku aus der finnischen SM-liiga und Ak Bars Kasan aus der russischen Superliga, wechselte der Rechtsschütze zu deren Ligarivalen HK Dynamo Moskau, mit dem er 2000 erstmals Russischer Meister wurde. In der Saison 2004/05 wurde der ehemalige NHL-Spieler nur noch sporadisch von Dynamo eingesetzt, so dass er zu deren Stadtnachbarn HK ZSKA Moskau wechselte, bei dem er die folgenden eineinhalb Spielzeiten blieb.
Die Saison 2006/07 begann Kudaschow bei Chimik Moskowskaja Oblast, ehe er im Laufe der Spielzeit zu Lokomotive Jaroslawl wechselte, mit dem er 2008 und 2009 jeweils Vizemeister wurde. Zudem nahm der Angreifer 2009 am erstmals ausgetragenen KHL All-Star Game teil. Zur Saison 2009/10 wechselte er innerhalb der Kontinentalen Hockey-Liga zum HK MWD Balaschicha wechselte, mit dem er 2010 ebenfalls Vizemeister wurde. Im Anschluss an die Spielzeit fusionierte das Team mit dem HK Dynamo Moskau und Kudaschow erhielt einen Vertrag bei dessen Nachfolgeteam OHK Dynamo, für das er bis 2012 spielte und mit dem er 2012 den Gagarin Cup gewann. Nach diesem Erfolg beendete er seine Spielerkarriere und wurde Assistenztrainer bei Atlant Mytischtschi.

### International
Für die UdSSR nahm Kudaschow an den U20-Junioren-Weltmeisterschaften 1990 und 1991 teil. Für Russland spielte der Stürmer bei den Olympischen Winterspielen 1994 in Lillehammer, sowie den Weltmeisterschaften 1998, 1999 und 2000 teil.

### Als Trainer
Nach einer Niederlagenserie zu Beginn der Saison 2013/14 wurde Cheftrainer Sergei Swetlow zusammen mit Alexander Nesterow entlassen und Alexei Kudaschow zum Cheftrainer befördert. Diesen Posten hatte er bis zum Ende der Saison 2014/15 inne, ehe sich Atlant vom Spielbetrieb zurückzog und Kudaschow Cheftrainer bei Lokomotive Jaroslawl wurde. Bei Lokomotive arbeitete Kudaschow bis Oktober 2017, ehe er aufgrund von Erfolglosigkeit entlassen wurde.
Ab April (respektive Juni) 2018 war Kudaschow Assistenztrainer von Ilja Worobjow bei der russischen Nationalmannschaft und parallel beim SKA Sankt Petersburg. Nach der Halbfinal-Niederlage und dem Gewinn der Bronzemedaille bei der Weltmeisterschaft 2019 wurde Worobjow sowohl als Nationaltrainer, als auch als SKA-Cheftrainer entlassen und durch Kudaschow ersetzt. Im Juni 2020 passierte Kudaschow das gleiche, als er durch seinen bisherigen Assistenten Waleri Nikolajewitsch Bragin in beiden Positionen ersetzt wurde.
Im April 2021 wurde Kudaschow neuer Cheftrainer beim HK Dynamo Moskau als Nachfolger von Wladimir Krikunow.

## Erfolge und Auszeichnungen
- 2000 Russischer Meister mit dem HK Dynamo Moskau
- 2008 Russischer Vizemeister mit Lokomotive Jaroslawl
- 2009 KHL All-Star Game
- 2009 Russischer Vizemeister mit Lokomotive Jaroslawl
- 2012 Gagarin-Pokal-Gewinn mit dem OHK Dynamo

### International
- 1989 Goldmedaille bei der U18-Europameisterschaft
- 1990 Silbermedaille bei der U20-Junioren-Weltmeisterschaft
- 1991 Silbermedaille bei der U20-Junioren-Weltmeisterschaft

## KHL-Statistik
(Stand: Ende der Saison 2010/11)